# 山本英臣
山本 英臣（やまもと ひでおみ、1980年6月26日 - ）は、千葉県市川市出身のプロサッカー選手。Jリーグ・ヴァンフォーレ甲府所属。ポジションはディフェンダー、ミッドフィールダー。
2002年にジェフユナイテッド市原・千葉を退団して、ヴァンフォーレ甲府一筋のバンディエラである。

## 来歴

### ジェフユナイテッド市原
ジェフユナイテッド市原のジュニアユース、ユースを経て、1999年にトップチームに昇格。市原では主にカップ戦で出場機会を得ていたものの、4年間の在籍でリーグ戦4試合、ナビスコカップ6試合、天皇杯1試合の計11試合の出場にとどまった。2002シーズン限りで契約満了に伴い退団。

### ヴァンフォーレ甲府
2003年にヴァンフォーレ甲府に加入。当時の甲府は、前年の2002年にチーム史上初の最下位脱出を達成したものの未だに弱小クラブのイメージは強かった。そのような状況の甲府に加入した初年度は、5月5日の第10節モンテディオ山形戦でプロ初ゴールを記録すると、第11節のアビスパ福岡戦、第12節のサガン鳥栖戦と3試合連続でゴールを記録する。しかしシーズン通して34試合に出場するも、先発出場は6試合にとどまり、レギュラーを奪うことは出来なかった。
2004年も開幕直後は途中出場が多くなったが、シーズン中盤以降先発出場の機会を得る。しかし8月1日の大宮アルディージャ戦で骨折し途中交代すると、その後は戦列に戻ることなくシーズン終了。結局18試合の出場にとどまった。
2005年は前年の負傷の影響もあり出遅れ、6月18日のザスパ草津戦でようやく初出場。以降も途中出場が中心となりなかなか出場機会が訪れなかったが、第38節のサガン鳥栖戦で先発出場すると最終節まで7試合連続で先発出場。入れ替え戦も2試合ともフル出場を果たし、J1昇格に向けた終盤の躍進に貢献した。
そのように要所で出場機会を得ながらもなかなか定位置を奪えずにいた山本であったが、チームがJ1に昇格した2006年は大きく存在感を高めた1年となった。山本とほぼ同時期に加入し、ディフェンスを支えていた青葉幸洋が東京ヴェルディ1969に移籍、津田琢磨も前年終盤の負傷の影響で出遅れるといった状況の中、前年終盤に信頼を得た山本は左サイドバックのレギュラーに定着。出場停止の2試合を除く全32試合に先発出場し、チーム史上初のJ1残留に貢献した。なお、このころから無回転のフリーキックも習得し、セットプレーのキッカーも務めるようになった。
この2006年のレギュラー奪取を境に山本の存在感は際立っていく。2年目のJ1となった2007年、杉山新の負傷離脱により序盤は右サイドバック、杉山の復帰後は左サイドバックで出場し、チームは降格するも自身は26試合に先発出場。J2に降格した2008年もチームに残留し、以降は出場停止、怪我を除いたほぼ全試合に出場。
2009年よりチームキャプテンに就任。2010年はダニエルとのセンターバックコンビで守備を支え、2006年以来となるJ1昇格に貢献。
2012年に城福浩監督が就任すると、センターバックやボランチをチーム状況に応じて務め、J2優勝の中心選手として活躍した。
2013年は開幕直前に負傷したが、第4節の川崎戦で途中出場し戦線復帰。第5節の大分トリニータ戦では先発復帰し、決勝点に繋がるインターセプトを見せ勝利に貢献。それまで勝利のなかった甲府にシーズン初勝利をもたらした。以降はボランチで出場し、シーズン中盤のシステム変更以降は3バックの中央で起用され、J1残留に貢献した。
2014年は出場停止の1試合を除いた全33試合に出場。前年から引き続き3バックの中央で甲府の守備を統率し、2年連続の残留に貢献した。また第21節のガンバ大阪戦でJ1初ゴールを記録するとその後もPK2得点を含む3得点を挙げた。
2019年は小出悠太が新キャプテンに就任し、10年務めた正キャプテンの座から降りた。
2020年9月9日のV・ファーレン長崎戦でJ通算500試合出場を達成。
2022年の第102回天皇杯決勝で延長後半7分から出場するも3分後に自陣ペナルティーエルア内でハンドを取られ、PKを献上してしまう。「もうこのまま辞めようかな」と思うほどショックを受けたが、これを河田晃兵が止めてそのままPK戦に突入する。広島側が1本止められた状態での4-4の5人目として登場し、これを落ち着いて左側へ決めてチーム加入20年目で初のメジャータイトル獲得に貢献した。
2023年、天皇杯優勝により獲得したAFCチャンピオンズリーグにおいて、10月25日のグループリーグ第3節の浙江職業とのアウェイ戦の後半5分に途中出場し、43歳と4か月で自身初の国際大会出場を記録。

## 人物
3児の父である。

## 所属クラブ
- 市川市立行徳小学校[2]
- 1993年 - 1995年 ジェフユナイテッド市原ジュニアユース（市川市立第七中学校[2]）
- 1996年 - 1998年 ジェフユナイテッド市原ユース（成立学園高校[2]）
- 1999年 - 2002年  ジェフユナイテッド市原
- 2003年 -  ヴァンフォーレ甲府

## 個人成績
| 国内大会個人成績 | 国内大会個人成績 | 国内大会個人成績 | 国内大会個人成績 | 国内大会個人成績 | 国内大会個人成績 | 国内大会個人成績 | 国内大会個人成績 | 国内大会個人成績 | 国内大会個人成績 | 国内大会個人成績 | 国内大会個人成績 |
| 年度             | クラブ           | 背番号           | リーグ           | リーグ戦         | リーグ戦         | リーグ杯         | リーグ杯         | オープン杯       | オープン杯       | 期間通算         | 期間通算         |
| 年度             | クラブ           | 背番号           | リーグ           | 出場             | 得点             | 出場             | 得点             | 出場             | 得点             | 出場             | 得点             |
| 日本             | 日本             | 日本             | 日本             | リーグ戦         | リーグ戦         | リーグ杯         | リーグ杯         | 天皇杯           | 天皇杯           | 期間通算         | 期間通算         |
| ---------------- | ---------------- | ---------------- | ---------------- | ---------------- | ---------------- | ---------------- | ---------------- | ---------------- | ---------------- | ---------------- | ---------------- |
| 1999             | 市原             | 28               | J1               | 0                | 0                | 0                | 0                | 0                | 0                | 0                | 0                |
| 2000             | 市原             | 27               | J1               | 0                | 0                | 0                | 0                | 0                | 0                | 0                | 0                |
| 2001             | 市原             | 20               | J1               | 4                | 0                | 4                | 0                | 1                | 0                | 9                | 0                |
| 2002             | 市原             | 20               | J1               | 0                | 0                | 2                | 0                | 0                | 0                | 2                | 0                |
| 2003             | 甲府             | 4                | J2               | 34               | 3                | -                | -                | 2                | 0                | 36               | 3                |
| 2004             | 甲府             | 4                | J2               | 18               | 1                | -                | -                | 0                | 0                | 18               | 1                |
| 2005             | 甲府             | 4                | J2               | 20               | 0                | -                | -                | 2                | 0                | 22               | 0                |
| 2006             | 甲府             | 4                | J1               | 32               | 0                | 4                | 0                | 3                | 0                | 39               | 0                |
| 2007             | 甲府             | 4                | J1               | 29               | 0                | 8                | 0                | 1                | 0                | 38               | 0                |
| 2008             | 甲府             | 4                | J2               | 39               | 0                | -                | -                | 2                | 0                | 41               | 0                |
| 2009             | 甲府             | 4                | J2               | 48               | 1                | -                | -                | 3                | 0                | 51               | 1                |
| 2010             | 甲府             | 4                | J2               | 28               | 2                | -                | -                | 1                | 0                | 29               | 2                |
| 2011             | 甲府             | 4                | J1               | 30               | 0                | 1                | 0                | 1                | 0                | 32               | 0                |
| 2012             | 甲府             | 4                | J2               | 40               | 2                | -                | -                | 1                | 0                | 41               | 2                |
| 2013             | 甲府             | 4                | J1               | 29               | 0                | 1                | 0                | 3                | 0                | 33               | 0                |
| 2014             | 甲府             | 4                | J1               | 33               | 3                | 4                | 0                | 2                | 0                | 39               | 3                |
| 2015             | 甲府             | 4                | J1               | 28               | 0                | 2                | 0                | 0                | 0                | 30               | 0                |
| 2016             | 甲府             | 4                | J1               | 24               | 1                | 1                | 0                | 0                | 0                | 25               | 1                |
| 2017             | 甲府             | 4                | J1               | 14               | 0                | 0                | 0                | 0                | 0                | 14               | 0                |
| 2018             | 甲府             | 4                | J2               | 21               | 0                | 2                | 0                | 2                | 0                | 25               | 0                |
| 2019             | 甲府             | 4                | J2               | 16               | 1                | -                | -                | 1                | 0                | 17               | 1                |
| 2020             | 甲府             | 4                | J2               | 34               | 0                | -                | -                | -                | -                | 34               | 0                |
| 2021             | 甲府             | 4                | J2               | 23               | 0                | -                | -                | 1                | 0                | 24               | 0                |
| 2022             | 甲府             | 4                | J2               | 14               | 0                | -                | -                | 3                | 0                | 17               | 0                |
| 2023             | 甲府             | 4                | J2               | 19               | 0                | -                | -                | 3                | 0                | 22               | 0                |
| 2024             | 甲府             | 4                | J2               | 14               | 0                | 0                | 0                | 1                | 0                | 15               | 0                |
| 2025             | 甲府             | 4                | J2               |                  |                  |                  |                  |                  |                  |                  |                  |
| 通算             | 日本             | 日本             | J1               | 223              | 4                | 27               | 0                | 11               | 0                | 261              | 4                |
| 通算             | 日本             | 日本             | J2               | 368              | 10               | 2                | 0                | 22               | 0                | 392              | 10               |
| 総通算           | 総通算           | 総通算           | 総通算           | 591              | 14               | 29               | 0                | 33               | 0                | 653              | 14               |

その他の公式戦出場
- 2005年 - J1・J2入れ替え戦 2試合0得点
- 2023年 - スーパーカップ 1試合0得点

| 国際大会個人成績 | 国際大会個人成績 | 国際大会個人成績 | 国際大会個人成績 | 国際大会個人成績 |
| 年度             | クラブ           | 背番号           | 出場             | 得点             |
| AFC              | AFC              | AFC              | ACL              | ACL              |
| ---------------- | ---------------- | ---------------- | ---------------- | ---------------- |
| 2023/24          | 甲府             | 4                | 1                | 0                |
| 通算             | AFC              | AFC              | 1                | 0                |

出場歴
- Jリーグ初出場 - 2001年3月17日 J1.1st第2節 vs名古屋グランパスエイト（市原臨海競技場）
- Jリーグ初得点 - 2003年5月5日 J2第10節 vsモンテディオ山形（小瀬スポーツ公園陸上競技場）

## タイトル

### クラブ
ヴァンフォーレ甲府
- 天皇杯：1回（2022年）
- Jリーグディビジョン2：1回（2012年）